# 토마스 프루거
토마스 프루거(독일어: Thomas Prugger, 1971년 10월 23일~)는 이탈리아의 전직 스노보드 선수이다. 그는 1998년 동계 올림픽에서 남자 스노보드 대회전 부문 은메달을 획득했으며 세계 선수권 대회에서 금메달 1개를 획득했다.